# امجد ولید
امجد ولید (عربی: امجد وليد؛ زادهٔ ۱ ژوئن ۱۹۹۳) یک بازیکن فوتبال اهل عراق است.
وی همچنین در تیم ملی فوتبال Iraq بازی کرده است.